# 태 (연극)
태는 1997년, 2007년에 대한민국 서울특별시에서 제작 상연된 대한민국의 연극이다. 세조의 세조 반정 과정을 묘사한 작품이다.

## 줄거리
조카 단종을 폐위하고 권좌에 오른 세조는 사육신의 가족을 몰살시키거나 노예로 만든다. 이때 박중림의 손자며느리는 세조에게 출산을 허락해 달라고 요구하자 세조는 아들을 낳으면 죽이고, 딸일 경우는 살려주겠다고 약속한다. 박중림의 손자며느리는 아들을 낳았으나 옛 종이 낳은 딸과 바꿔치기하여 마침내 아들을 살렸다.
이를 눈치챈 신숙주는 후일의 화근을 없애려고 금성대군과 단종을 죽이려고 왕방연을 보낸다. 왕방연은 고심 끝에 어명을 사칭하여 단종에게 사약을 내려 죽이려하나 오히려 왕방연이 단종에게 죽임을 당하고 만다. 단종은 세조를 죽이려다가 그의 아들이자 사촌인 의경세자를 죽이게 된다. 그러나 왕방연과 의경세자를 죽인 단종은 끝내 신숙주에게 죽임을 당한다. 결국 종이 세조에게 바꿔치기한 박팽년의 손자를 밝히고 이에 세조은 하늘의 뜻이 사람의 의지와 다르다며 그를 살려주고 일산(壹珊)이라 이름을 지어준다.

## 등장 인물
- 장민호 : 신숙주 역
- 김재건 : 세조 역
- 문영수 : 박중림 역
- 이승옥 : 손자며느리 역
- 김종구
- 오영수 : 정인지 역
- 우상전 : 사관 역